# B4 the Storm
B4 the Storm è un album compilation realizzato dal collettivo degli artisti dell'etichetta discografica Internet Money Records. L'album è stato pubblicato il 28 agosto 2020 su etichette Internet Money Records e TenThousands Projects.

## Tracce
1. Messagge (feat. TyFontaine) – 1:29
2. Really Redd (feat. Trippie Redd, Lil Keed e Young Nudy) – 3:06
3. Lost Me (feat. iann dior, Lil Mosey e Lil Skies) – 2:58
4. Right Now (feat. TyFontaine e Cochise) – 2:56
5. Familiar (feat. TheHxliday) – 2:39
6. JLO (feat. Lil Tecca) – 2:44
7. Thrusting (feat. Future e Swae Lee) – 3:43
8. Speak (feat. The Kid LAROI) – 2:02
9. Blastoff (feat. Juice WRLD e Trippie Redd) – 2:57
10. Take It Slow (feat. 24kGoldn e TyFontaine) – 3:54
11. Somebody (feat. Lil Tecca e A Boogie Wit da Hoodie) – 2:54
12. Gizzy Up (feat. Wiz Khalifa e 24kGoldn) – 2:38
13. Block (feat. Trippie Redd e StaySolidRocky) – 2:34
14. Devastated (feat. LilSpirit) – 2:20
15. Let You Down (feat. TyFontaine e TheHxliday) – 2:32
16. No Option (feat. Kevin Gates) – 3:22
17. Lemonade (feat. Don Toliver, Gunna e Nav) – 3:15

Traccia bonus nell'edizione deluxe
1. Lemonade (Remix) (feat. Don Toliver e Roddy Ricch) – 3:01